# Klaus Marschall (Autor)

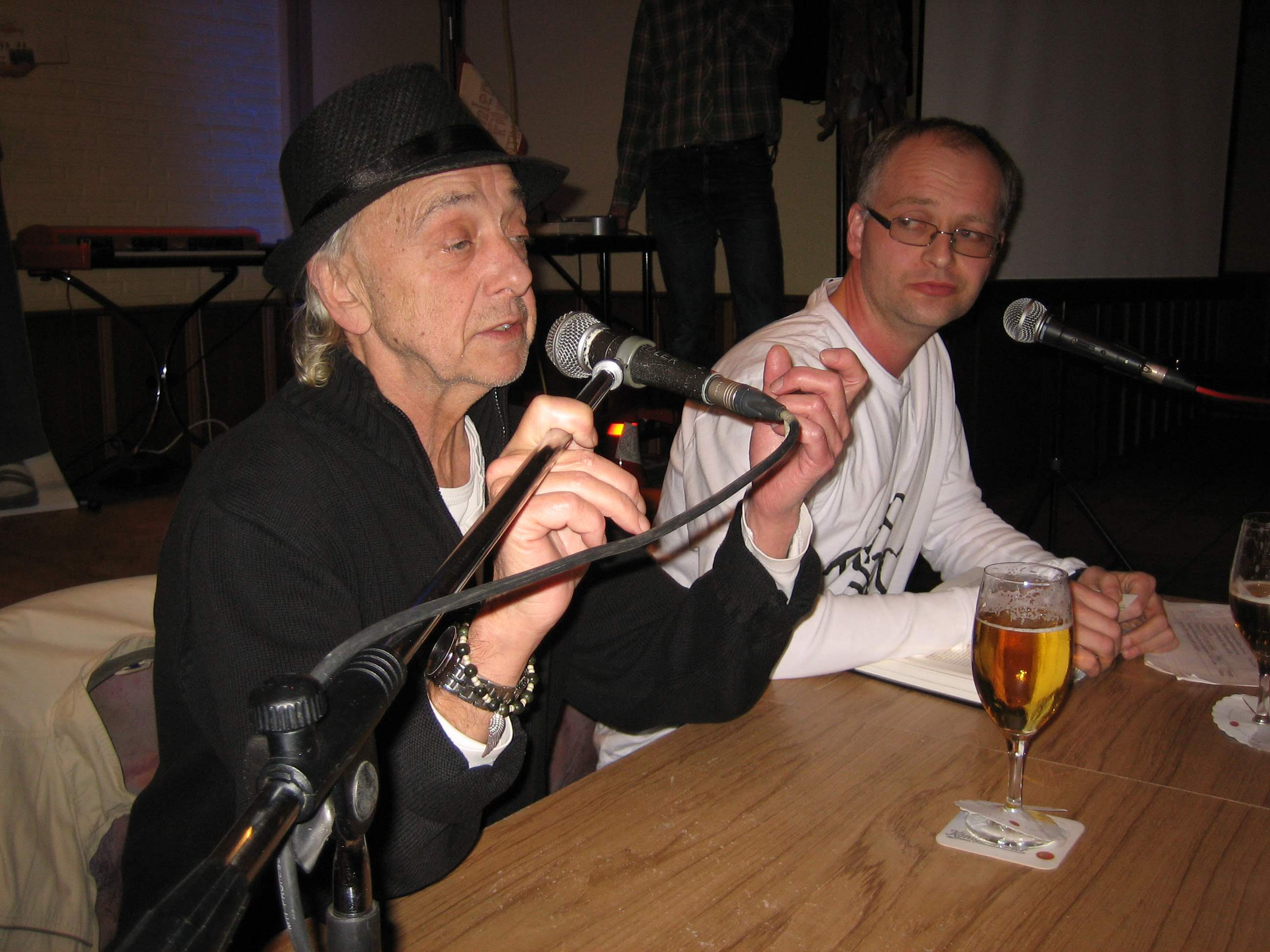
Klaus Marschall (rechts) mit Peter Behrens

Klaus Marschall (* 1971 in Ibbenbüren) ist ein deutscher Autor.

## Leben
Marschall wuchs in dem Dorf Schale auf und studierte nach seinem Schulabschluss Mathematik und Chemie in Münster. Er arbeitet hauptberuflich als Lehrer in einem Berufskolleg im sauerländischen Arnsberg.
2013 schrieb und veröffentlichte er gemeinsam mit dem ehemaligen Schlagzeuger der Band Trio Peter Behrens dessen Autobiografie „Der Clown mit der Trommel“, der eine ausgedehnte gemeinsame Lesetour durch Deutschland folgte. Für das Werk erhielt Marschall 2014 den Deutschen Biographiepreis. 2015 folgte die Biografie des ehemaligen Schlagzeugers der bayerischen Band Spider Murphy Gang Franz Trojan „Hauptsache Laut!“.
Den ersten Roman mit dem Titel „Kreuzfahrt der Eitelkeiten“ schrieb Marschall 2017 gemeinsam mit Frank Katzmarek. Das Werk erschien 2017 im Telescope-Verlag.
In der 2018 erschienenen Anthologie „Bördeweit“ steuerte Marschall den Text „Es muss nicht immer der Jakob sein“ bei, der von seinem Fußmarsch von Soest nach Bielefeld berichtet.
2019 schloss sich das in Zusammenarbeit mit dem Veranstalter Malte Jochimsen entstandene Buch „Mok Man!“ an, in dem die Geschichte der Konzertreihe „Kultur auf den Halligen“ beschrieben wird.
Zu dem Bildband Die Jahre zwischen 40 und 30 über die norddeutsche Kultrockband Torfrock, das 2021 erschien, schrieb Marschall die Textpassagen. Es folgten Biografien des Spliff-Gitarristen Bernhard Potschka sowie des Fernsehmoderators Peter Illmann.
Marschall ist verheiratet und lebt mit seiner Familie in Soest.

## Werke
- Der Clown mit der Trommel mit Peter Behrens, 2013, Schwarzkopf & Schwarzkopf, ISBN 978-3-86265-282-2
- Hauptsache Laut! mit Franz Trojan, mit Franz Trojan, 2015, Schwarzkopf & Schwarzkopf, ISBN 978-3-86265-437-6
- Kreuzfahrt der Eitelkeiten mit Frank Katzmarek, 2017, Telescope-Verlag, ISBN 978-3-95915-032-3
- bördeweit mit den „Bördeautoren“, 2018, BoD, ISBN 978-3-7481-8911-4.
- Mok Man! mit Malte Jochimsen, 2019, Charles Verlag ISBN 978-3-948486-02-0
- Torfrock: Die Jahre zwischen 40 und 30, 2021 Charles Verlag ISBN 978-3-948486-25-9
- Da fliegt mir doch das Blech weg: Lokomotive Kreuzberg, Nina Hagen Band, Spliff, Weltmusik, 2022, Charles Verlag ISBN 978-3-948486-62-4
- Kult war nicht geplant: Sehnsucht 80er: Lebensgefühl, Popmusik, Videoclips – Ein Blick hinter die Kulissen gestern und heute, 2021, Charles Verlag, ISBN 978-3-948486-51-8